# Elizabeth Bishop
Elizabeth Bishop (Worcester, Massachusetts, 8 de febrer de 1911-Boston, 6 d'octubre de 1979) va ser una poeta estatunidenca, distingida com a poeta llorejada dels Estats Units (1949-1950) i Premi Pulitzer de poesia el 1956.

## Trajectòria

### Joventut
Després que el seu pare morís quan ella tenia només vuit mesos d'edat, la mare de la poeta va sofrir una malaltia mental i va ser enviada a una residència psiquiàtrica el 1916. Encara que la mare de Bishop va viure fins a 1934 en un asil, mai més no es van trobar. Òrfena des d'un punt de vista pràctic, Bishop va viure amb els seus avis a Nova Escòcia, un període que posteriorment idealitzaria en els seus poemaris.
Anys més tard, Bishop va estar interna a la Walnut Hill School, a Natick, on va publicar els seus primers poemes en una revista d'estudiants gràcies al seu amic Frani Blough. Es va matricular en el Vassar College a la tardor de 1929, just abans del col·lapse borsari. El 1933 va fundar Con Spirito, una revista literària independent junt amb l'escriptora Mary Mccarthy, Margaret Miller, i les seves germanes Eunice i Eleanor Clark.

### Escriptora
L'escriptura de Bishop va estar fortament influïda per la poeta Marianne Moore. Va ser presentada a Marianne per un bibliotecari de Vassar el 1934. Moore es va interessar molt pel treball de Bishop i la va arribar a dissuadir d'estudiar medicina a la Cornell Medical School, on la poeta s'havia matriculat després de mudar-se a Nova York després de la seva graduació. Va ser quatre anys abans que Bishop es dirigís a l'estimada senyora Moore com a estimada Marianne, i només perquè així li ho va dir Moore. L'amistat entre les dues dones va durar fins a la mort de Moore el 1972. El llibre de Bishop At the Fishhouses (1955) conté diverses al·lusions al poema de Moore "A Grave".
Bishop va viatjar molt i va viure en moltes ciutats i països, molts dels quals estan descrits en els seus poemes. Va viure a França durant diversos anys a mitjan dècada dels 1930, gràcies en part al patronatge d'una amiga de la universitat, Louise Crane. El 1938, Bishop va comprar una casa amb Crane al 624 de White Street, a Key West, Florida. Mentre vivia allà, Bishop es va fer amiga de Pauline Pfeiffer Hemingway, que s'havia divorciat d'Ernest Hemingway el 1940.
Va ser presentada a Robert Lowell per Randall Jarrell el 1947. Va escriure el poema "Visits To St. Elizabeth's" el 1950 com a record de les seves visites a Ezra Pound. També va conèixer James Merrill el 1947, i es va fer amiga d'ell en els seus últims anys.
El 1946, Marianne Moore va presentar personalment Bishop per al Premi Houghton Mifflin Prize de poesia, que Bishop va guanyar. El seu primer llibre North & South va ser publicat amb mil exemplars; Randall Jarrell va escriure sobre aquest que "tots els seus poemes han estat escrits des del més profund, ho he vist".

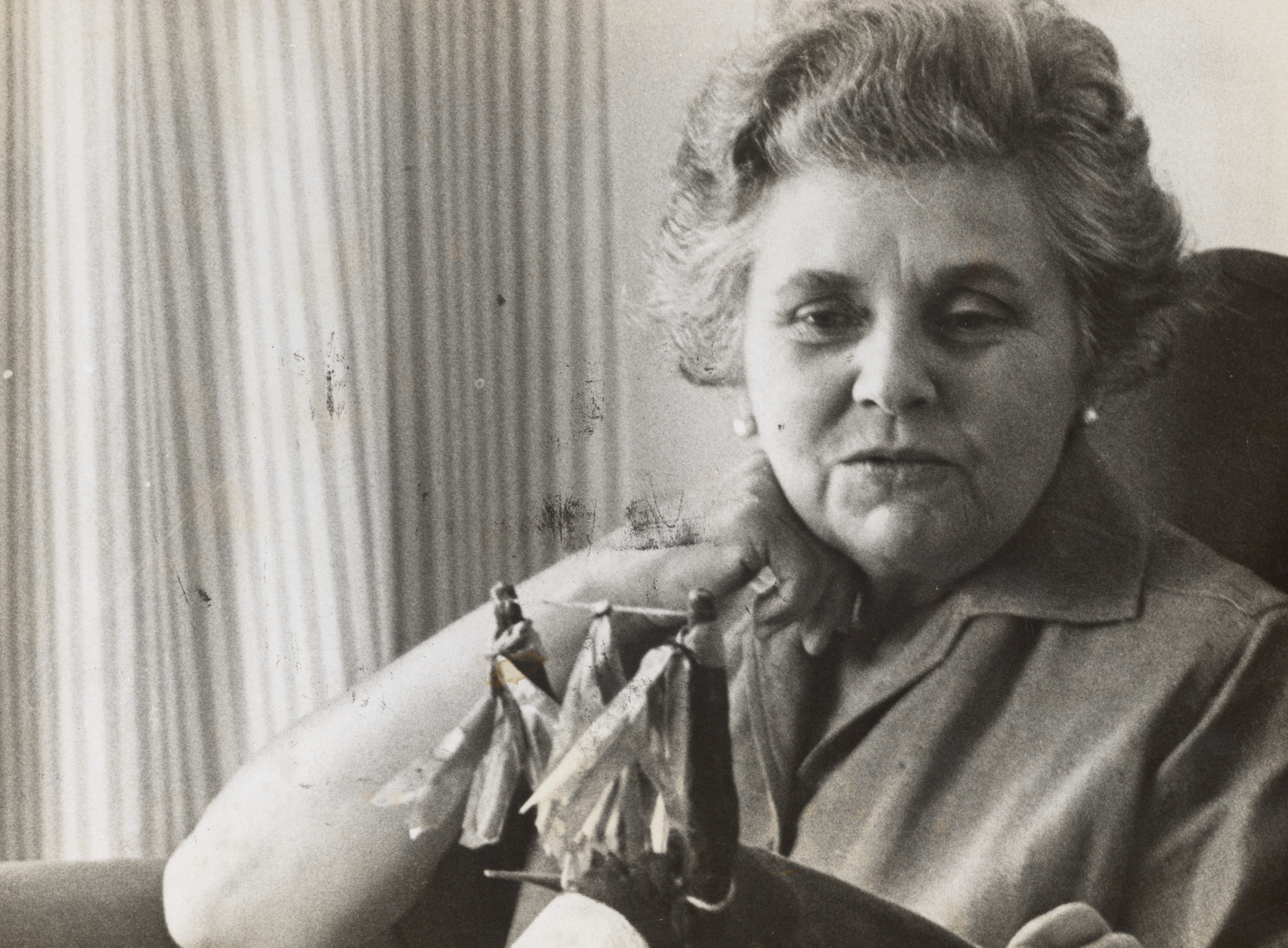
Elizabeth Bishop al Brasil, 1964.

Bishop, que va tenir problemes financers al llarg de gairebé tota la seva carrera, cada vegada es mantenia més gràcies a la concessió de beques i premis. Després de rebre la important quantitat de 2.500 dòlars com a beca per a viatges de Bryn Mawr College el 1951, Bishop va partir a circumnavegar Amèrica del Sud amb vaixell. Va arribar a Santos, Brasil, el novembre d'aquell any. Bishop pensava ser-hi dues setmanes, però hi va romandre durant quinze anys.
Mentre vivia al Brasil, va rebre el Premi Pulitzer el 1956 pel seu llibre North & South - A Cold Spring (Nord i sud - Una primavera freda), que agrupava diversos poemaris. Posteriorment, rebria el National Book Award i el National Book Critics Circle Award, així com dues beques Guggenheim i una altra de l'Ingram Merrill Foundation. El 1976, es va convertir en la primera dona a rebre el Neustadt International Prize For Literature.
Amb freqüència, Bishop escrivia articles per a The New Yorker, i el 1964 va escriure l'obituari de Flannery O'Connor en The New York Review of Books.
A més, va ser conferenciant d'universitats durant molts anys. Durant un curt període, va ser professora de la Universitat de Washington, abans de ser-ho a la Universitat Harvard durant set anys. També va ensenyar a la Universitat de Nova York, abans d'acabar al Massachusetts Institute of Technology. Normalment, solia passar els estius a la seva casa de Maine, en una illa anomenada North Haven.

### Traductora
Durant la seva estada al Brasil, Bishop va començar a interessar-se per les llengües i literatures de Llatinoamèrica. Amb el temps, traduiria molts poetes a l'anglès, entre els quals destaquen Octavio Paz, João Cabral de Melo Neto i Carlos Drummond de Andrade, de qui va dir:
| « | No el coneixia de res. Se suposava que era molt tímid. Jo també soc tímida. Ens vam trobar un cop -una nit en una vorera-. Havíem sortit del mateix restaurant, i em besà la mà educadament quan ens vàrem presentar. | » |

## Vida personal

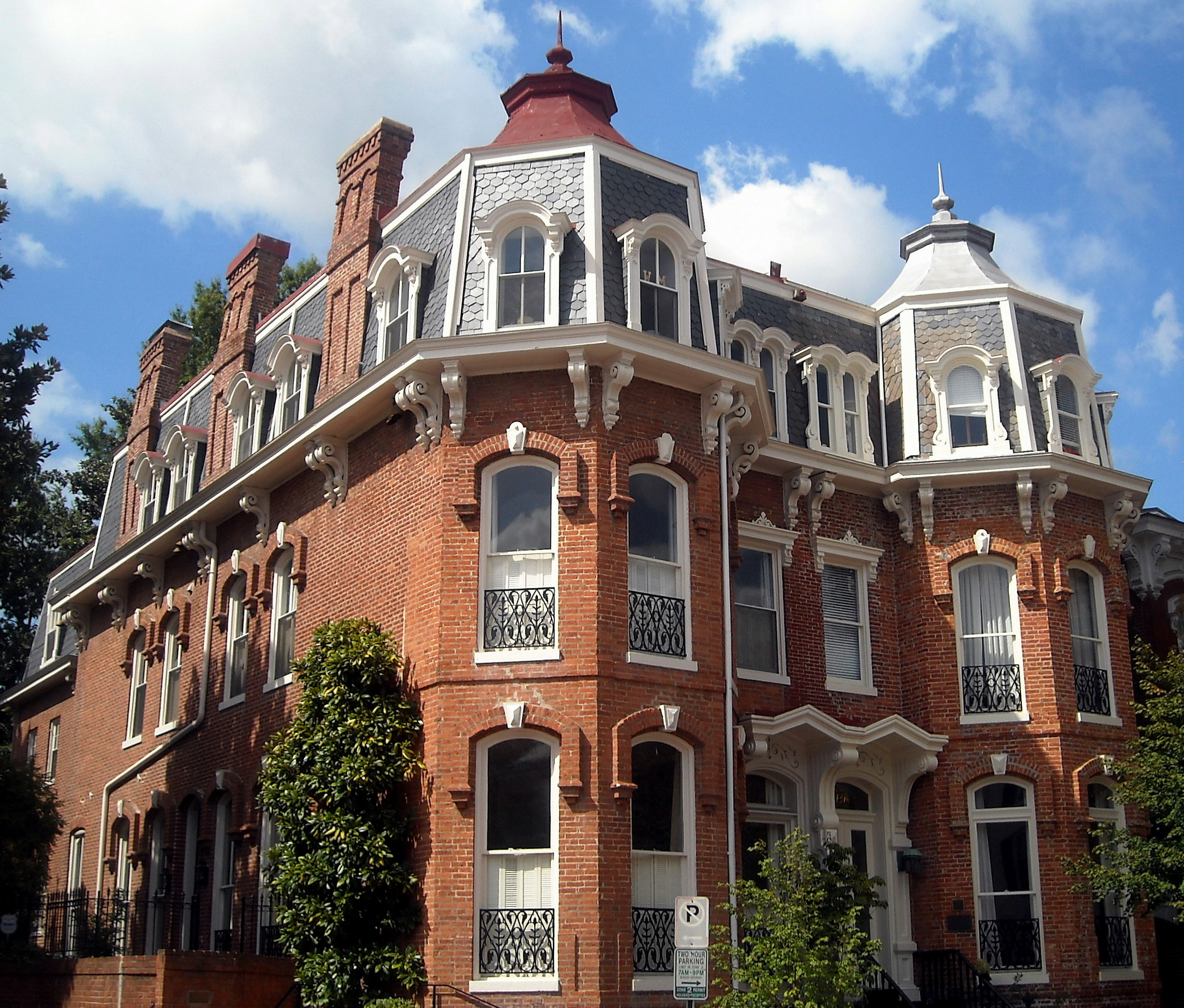
1312 i 1314 30th Street NW, Georgetown, Washington DC (1868) residència de Bishop 1949 - 1950 (llavors coneguda com a Bertha Looker's Boardinghouse)

Elizabeth Bishop s'ha convertit en una icona com a poeta lesbiana. Va tenir diverses relacions amb diferents dones i dues relacions estables. La primera va ser amb l'arquitecta socialista brasilera Lota de Macedo Soares.
Soares pertanyia a una família important des del punt de vista econòmic i polític; totes dues van viure juntes durant un període de quinze anys. Tanmateix, en els últims anys de la seva relació, aquesta es va deteriorar, marcada per la depressió i l'alcoholisme. Bishop va tenir una relació amb una altra dona i finalment va deixar Lota i va tornar als Estats Units. Soares, afectada per una profunda depressió, va seguir Bishop fins als Estats Units i es va suïcidar el 1967.
L'altra gran relació d'Elizabeth va ser amb Alice Methfessel, a qui Bishop va conèixer el 1971. Methfessel es va convertir en la parella de Bishop i, després de la seva mort, va heretar els drets literaris de l'obra de la seva parella.

### Mort
Bishop va morir d'una hemorràgia cerebral a la seva casa de Lewis Wharf, Boston. Va ser enterrada a la seva ciutat natal, Worcester, Massachusetts.

## Obra

### Poesia
- North & South (Houghton Mifflin 1946)
- A Cold Spring|Poems: North & South - A Cold Spring (Houghton Mifflin, 1955)
- A Cold Spring (Houghton Mifflin 1956)
- Questions of Travel (Farrar, Straus, i Giroux 1965)
- The Complete Poems (Farrar, Straus, i Giroux 1969)
- Geography III (Farrar, Straus, and Giroux 1976)
- The Complete Poems: 1927-1979 (Farrar, Straus, i Giroux 1983)
- Edgar Allan Poe & The Juke-Box: Uncollected Poems, Drafts, and Fragments editat i amb anotacions d'Alice Quinn, (Farrar, Straus, and Giroux, 2006)[12]

### Altres treballs
- The Diary of "Helena Morley, " by Alice Brant, traduït i amb la introducció d'Elizabeth Bishop (Farrar, Straus, and Cudahy 1957)
- "Three Stories by Clarice Lispector, " Kenyon Review 26 (Summer 1964): 500-511.
- The Ballad of the Burglar of Babylon (Farrar, Straus, and Giroux 1968)
- An Anthology of Twentieth Century Brazilian Poetry editat per Elizabeth Bishop i Emanuel Brasil, (Wesleyan University Press (1972)
- The Collected Prose (Farrar, Straus, and Giroux 1984)
- One Art: Letters seleccionat and editat by Robert Giroux, (Farrar, Straus, and Giroux, 1994)
- Exchanging Hats: Paintings editat i amb la introducció de William Benton, (Farrar, Straus, and Giroux, 1996)
- Rare and Commonplace Flowers: The Story of Elizabeth Bishop and Lota de Macedo Soares per Carmen L. Oliveira; traduït per Neil K. Besner, (Rutgers University Press 2002)[7]

## Premis i distincions
- 1945: Beca Houghton Mifflin Poetry Prize.
- 1947: Beca Guggenheim.
- 1949: Appointed Consultant per Poetry en la llibreria del congrés (Washington DC).
- 1950: Premi American Academy Of Arts And Letters.
- 1951: Lucy Martin Donelly Fellowship per Bryn Mawr College.
- 1953: Shelley Memorial award.
- 1954: Elegida membre vitalici al National Institute Of Arts And Letters.
- 1956: Pulitzer per Poetry.
- 1960: Premi Chapelbrook Foundation.
- 1964: Beca Academy Of American Poets.
- 1968: Ingram-Merrill Foundation Grant.
- 1969: Premi National Book.
- 1969: Orde de Rio Branco, premiada pel Govern del Brasil.
- 1974: Premi Harriet Monroe Poetry.
- 1976: Neustadt International Prize per Books Abroad.
- 1976: Elegida per l'American Academy of Arts and Letters.
- 1977: Premi National Book Critics Circle.
- 1978: Beca Guggenheim.